# Communauté de communes de la Vallée du Jabron
Die Communauté de communes de la Vallée du Jabron war ein französischer Gemeindeverband mit der Rechtsform einer Communauté de communes in den Départements Alpes-de-Haute-Provence und Drôme in den Regionen Provence-Alpes-Côte d’Azur und Auvergne-Rhône-Alpes. Sie wurde am 23. Dezember 2002 gegründet und umfasste acht Gemeinden. Der Verwaltungssitz befand sich im Ort Noyers-sur-Jabron. Die Besonderheit war die Regions- und Département-übergreifende Mitgliedschaft ihrer Gemeinden.
Am 1. Januar 2017 wurde der Gemeindeverband mit der Communauté de communes Lure Vançon Durance zur neuen Communauté de communes Jabron-Lure-Vançon-Durance zusammengeschlossen.

## Mitgliedsgemeinden

### Département Alpes-de-Haute-Provence
1. Bevons
2. Châteauneuf-Miravail
3. Curel
4. Noyers-sur-Jabron
5. Les Omergues
6. Saint-Vincent-sur-Jabron
7. Valbelle

### Département Drôme
1. Montfroc